# Сакситоксин
Сакситокси́н — органическое соединение, пуриновый алкалоид, нейротоксин небелковой природы, продуцируемый некоторыми видами динофлагеллят (Gonyaulax catenella, Alexandrium sp., Gymnodinium sp., Pyrodinium sp.), а также некоторыми цианобактериями (Anabaena sp., Aphanizomenon spp., Cylindrospermopsis sp., Lyngbya sp., Planktothrix sp.).
Своё название сакситоксин получил от съедобных моллюсков рода Saxidomus, накапливающих сакситоксин и его производные при питании динофлагеллятами и цианобактериями в периоды их бурного размножения («красные приливы»). Употребление в пищу моллюсков в такое время приводит к отравлениям сакситоксином.
Сакситоксин — бесцветные кристаллы, растворим в метаноле и этаноле, нерастворим в неполярных органических растворителях, устойчив в кислых средах. Разлагается в растворах щёлочей и при t > 110 °C.
Механизм действия сакситоксина — блокада потенциал-зависимых натриевых каналов нервных волокон, которая блокирует проведение нервных импульсов и вызывает параличи мышц, в частности дыхательной мускулатуры. ЛД50 — 0,008 мг/кг (мыши, подкожно), 0,002 мг/кг (человек, перорально). Рыбы, моллюски и амфибии более устойчивы к его действию, чем теплокровные.
Сакситоксин рассматривался как потенциальный объект с целью использования в качестве химического оружия: в частности, в вооружённых силах США сакситоксин маркируется как TZ.